# Echipa națională de fotbal a Guineei-Bissau
Echipa națională de fotbal a Guineei-Bissau reprezintă statul Guineea-Bissau în fotbal și este controlată de Federação de Futebol da Guiné-Bissau, forul ce guvernează fotbalul în Guineea-Bissau. Până în 1975 era cunoscută ca Echipa națională de fotbal a Guineei Portugheze. Nu s-a calificat la nici un turneu final.

## Campionate mondiale
- 1930 până în 1994 - nu a intrat
- 1998 până în 2010 - nu s-a calificat

## Cupa Africii
- 1957 până în 1992 - nu a intrat
- 1994 - nu s-a calificat
- 1996 - a renunțat în timpul calificărilor
- 1998 - Suspendată pentru retragerea din 1996
- 2000 până în 2004 a renunțat
- 2006 - nu s-a calificat
- 2008 - nu a intrat
- 2010 - nu s-a calificat

## Lotul actual
|  | P | Jonas Mendes     | 20 noiembrie 1989 (35 de ani)  | 1 | 0 | Amora            |  |  |
|  |   |                  |                                |   |   |                  |  |  |
|  | F | Pumpo            | 8 decembrie 1983 (41 de ani)   | 4 | 0 | Tourizense       |  |  |
|  | F | Edson            | 2 martie 1984 (41 de ani)      | 1 | 0 | Moreirense       |  |  |
|  | F | Banjai           | 19 iulie 1981 (43 de ani)      | 3 | 0 | Oliveirense      |  |  |
|  | F | Bruno Fernandes  | 6 noiembrie 1978 (46 de ani)   | 5 | 0 | Târgu Mureș      |  |  |
|  | F | Bacar Baldé      | 15 ianuarie 1992 (33 de ani)   | 3 | 0 | Porto B          |  |  |
|  | F | Mamadu           | 29 august 1990 (34 de ani)     | 1 | 0 | 1° de Dezembro   |  |  |
|  |   |                  |                                |   |   |                  |  |  |
|  | M | Ednilson         | 25 septembrie 1982 (42 de ani) | 1 | 0 | Dinamo Tbilisi   |  |  |
|  | M | Zezinho          | 23 septembrie 1992 (32 de ani) | 3 | 0 | Sporting CP B    |  |  |
|  | M | Luciano Teixeira |                                | 1 | 0 | Étoile Lusitana  |  |  |
|  | M | Móia             | 5 noiembrie 1987 (37 de ani)   | 1 | 0 | Sporting Covilhã |  |  |
|  | M | Almami Moreira   | 16 iunie 1978 (46 de ani)      | 2 | 0 | Partizan         |  |  |
|  | M | Bocundji Ca      | 28 decembrie 1986 (38 de ani)  | 3 | 0 | Tours            |  |  |
|  |   |                  |                                |   |   |                  |  |  |
|  | A | Idrissa Camará   |                                | 1 | 0 | Étoile Lusitana  |  |  |
|  | A | Dionísio         | 21 septembrie 1981 (43 de ani) | 6 | 2 | Fátima           |  |  |
|  | A | Abel Camará      | 6 ianuarie 1990 (35 de ani)    | 1 | 0 | Belenenses       |  |  |
|  | A | Cícero           | 8 mai 1986 (38 de ani)         | 2 | 0 | Rio Ave          |  |  |